# Ladislav Adam Erdődy
Ladislav IV. Adam hrabě Erdődy z Monyorokéreku (maďarsky Monyorókeréki gróf Erdődy László Ádám, 29. září 1679, Bratislava – 12. května 1736, Nitra) byl uherský šlechtic a biskup v Nitře (1706–1736).

## Život
Pocházel ze starého uherského šlechtického rodu Erdődyů, narodil se jako syn hraběte Kryštofa Erdődyho (1649–1704) a Marie Zuzany, rozené Pálffyové. Studoval v rodné Bratislavě a dále ve Vídni a 25. října 1698 nastoupil ke studiu na Collegiu Germano-Hungaricu, kde získal doktorát z teologie. Jeho bratr Gabriel Antonín Erdődy byl biskupem jágerským.
V roce 1701 se vrátil do vlasti již jako vysvěcený kněz. Stal se nejprve opatem v Rakoni, od roku 1701 byl kanovníkem rábské diecéze a proboštem v Pápoci.
V letech 1706–1720 byl zástupcem uherského kancléře a současně s tím byl od roku 1706 biskupem nitranské diecéze, ale ponechal si statky v Rábu (Győr) a odmítl vydat kapitulní beneficia. Nechal opravit katedrálu a biskupský palác poškozený ve válkách. Za doby svého působení v nitranské diecézi obrátil přibližně 50 000 duší na katolickou víru.
V roce 1720 byl jmenován mimořádným vyslancem Karla VI. v Polsku. O audienci u Augusta II. se ucházel až v době, kdy už byl Sejm rozpuštěný. Slavnostní audience se konala 11. listopadu 1720 příchodem do paláce krakovského biskupa Konstantina Feliciána Szaniawského. Událost se neobešla bez sporu, neboť Erdődy si přál doprovod velkého maršála koruny (toho času Józefa Wandalina Mniszecha), ačkoli velvyslance obvykle doprovázel jeden ze senátorů. Císařský vyslanec se nakonec spokojil s doprovodem chelmského biskupa, Aleksandera Fredra a pluku jízdy a pěších stráží.
Biskup Adam Ladislav hrabě Erdődy zemřel 12. května 1736 v Nitře. Jeho ostatky byly uloženy ve Smolenici.

## Spisy
- Divus Ladislaus Hungariae rex... nationalis Hungaricae tutelaris... Viennae, 1695.